# Danilo Lopes Cezario
Danilo Lopes Cezario, meglio noto come Danilo (Bicas, 25 aprile 1991), è un calciatore brasiliano, attaccante del Sisaket Utd.

## Carriera
Ha giocato nella massima serie brasiliana, in quella indiana e in quella thailandese, e nella seconda divisione brasiliana.

## Statistiche

### Presenze e reti nei club
Statistiche aggiornate al 30 settembre 2021.
| Stagione        | Squadra            | Campionato      | Campionato | Campionato | Coppe nazionali | Coppe nazionali | Coppe nazionali | Coppe continentali | Coppe continentali | Coppe continentali | Altre coppe | Altre coppe | Altre coppe | Totale | Totale |
| Stagione        | Squadra            | Comp            | Pres       | Reti       | Comp            | Pres            | Reti            | Comp               | Pres               | Reti               | Comp        | Pres        | Reti        | Pres   | Reti   |
| --------------- | ------------------ | --------------- | ---------- | ---------- | --------------- | --------------- | --------------- | ------------------ | ------------------ | ------------------ | ----------- | ----------- | ----------- | ------ | ------ |
| 2013            | CRAC               | PD/GO+C         | 8+16       | 2+1        | CB              | 5               | 1               |                    | -                  | -                  |             | -           | -           | 29     | 4      |
| 2014            | Anapolina          | PD/GO           | 16         | 6          |                 | -               | -               |                    | -                  | -                  |             | -           | -           | 16     | 6      |
| 2014            | Goiás              | A               | 8          | 1          |                 | -               | -               | CS                 | 0                  | 0                  |             | -           | -           | 8      | 1      |
| 2015            | Goiás              | PD/GO           | 11         | 2          | CB              | 1               | 0               |                    | -                  | -                  |             | -           | -           | 12     | 2      |
| 2015            | Paraná             | B               | 2          | 0          |                 | -               | -               |                    | -                  | -                  |             | -           | -           | 2      | 0      |
| 2016            | Anápolis           | PD/GO+D         | 10+3       | 1+0        |                 | -               | -               |                    | -                  | -                  |             | -           | -           | 13     | 1      |
| 2017            | Rio Claro          | A2/SP           | 20         | 9          |                 | -               | -               |                    | -                  | -                  |             | -           | -           | 20     | 9      |
| 2017-2018       | NorthEast Utd      | ISL             | 18         | 1          |                 | -               | -               |                    | -                  | -                  |             | -           | -           | 18     | 1      |
| 2019            | Água Santa         | A2/SP           | 6          | 0          |                 | -               | -               |                    | -                  | -                  |             | -           | -           | 6      | 0      |
| 2020            | Juventus-SP        | A2/SP           | 10         | 3          |                 | -               | -               |                    | -                  | -                  |             | -           | -           | 10     | 3      |
| lug.-dic. 2020  | Rayong             | T1              | 9          | 2          |                 | -               | -               |                    | -                  | -                  |             | -           | -           | 9      | 2      |
| dic. 2020-2021  | MOF Customs United | T2              | 10+        | 5+         |                 | -               | -               |                    | -                  | -                  |             | -           | -           | 10+    | 5+     |
| 2021-2022       | Chiangmai          | T2              | 5          | 2          |                 | -               | -               |                    | -                  | -                  |             | -           | -           | 5      | 2      |
| Totale carriera | Totale carriera    | Totale carriera | 152+       | 35+        |                 | 6               | 1               |                    | 0                  | 0                  |             | -           | -           | 158+   | 36+    |

## Palmarès

### Club

#### Competizioni statali
- Campionato Goiano: 1

Goiás: 2015